# 莫斯科鎮區 (堪薩斯州史蒂文斯縣)
莫斯科鎮區（英語：Moscow Township）是位於美國堪薩斯州史蒂文斯縣的一個行政鎮區。

## 地方資料
莫斯科鎮區的面積為441.39平方千米，當中陸地面積為440.98平方千米，而水域面積為0.41平方千米。根據2010年美國人口普查的數據，當地共有人口687人，而人口密度為每平方千米1.56人。

## 外部連結
- US-Counties.com
- City-Data.com （页面存档备份，存于）